# Epiry
Epiry település Franciaországban, Nièvre megyében. Lakosainak száma 227 fő (2022. január 1.). Epiry Mouron-sur-Yonne, Aunay-en-Bazois, Montreuillon és Sardy-lès-Épiry községekkel határos.

## Népesség
A település népességének változása:
| Lakosok száma | 216  | 232  | 239  | 238  | 241  | 245  | 239  | 233  | 227  |
|               | 2013 | 2015 | 2016 | 2017 | 2018 | 2019 | 2020 | 2021 | 2022 |